# Lista de museus ferroviários
Museu ferroviário pode referir-se a:
- Museu do Trem (Recife)
- Museu do Trem (Rio de Janeiro)
- Museu Ferroviário Vila Velha
- Museu Ferroviário Barão de Mauá
- Museu Ferroviário de Lousado
- Museu Ferroviário de Estremoz
- Museu Ferroviário de Juiz de Fora
- Museu Ferroviário de Miranda
- Museu Ferroviário de Tubarão
- Museu Nacional Ferroviário
- Museu da Estrada de Ferro Madeira-Mamoré
- Museu Tecnológico Ferroviário do Funicular em Paranapiacaba
- Museu ferroviário em Pires do Rio